# Ulak Aur Standing
Ulak Aur Standing is een bestuurslaag in het regentschap Ogan Ilir van de provincie Zuid-Sumatra, Indonesië. Ulak Aur Standing telt 1328 inwoners (volkstelling 2010).